# 香港觀鳥大賽
香港觀鳥大賽（英文：Big Bird Race）由世界自然基金會香港分會所舉辦，是自1984年，開始為香港米埔自然保護區籌募管理及保育事務經營費用的一年一度觀鳥比賽，亦世界自然基金會香港分會創立舉辦以來，歷史上最為悠久的籌款活動。

## 構想
賽事靈感來自由比爾·奧迪（Bill Oddie）和大衞·湯連遜（David Tomlinson）撰寫的《The Big Bird Race》，書中提到在1983年5月14日，英國的鄉村生活觀鳥記錄（Country Life Record Birdwatch）比賽為到野生動物慈善機構籌得5,500英鎊的善款。

## 比賽規則
香港觀鳥大賽比賽日由上午6時30分至下午6時30分的12個小時內，由4人所組織而成（可以額外攜同不參與觀鳥活動的司機和記錄員各一名）的參賽隊伍（4人不得輪換，必須全程參與）在任何香港行政區域盡量地記錄觀察到或者聆聽到的鳥類品種的數目。

### 2010年至2011年
2010年，12支參賽隊伍在12小時的比賽中合共記錄到194個鳥類品種，並且籌得約95萬港元善款。該筆善款主要用於擴展16/17基圍的潮漲棲息地及興建淡水池塘。至2011年，所籌得的善款主要用於復修米埔自然保護區內的生境地，進一步保育棲息於該區內的水鳥及其他野生生物。

### 2012年
香港觀鳥大賽2012所籌得的善款主要用於第二期黑臉琵鷺生境地的修復工程、購買挖掘機、改善遷徙水鳥的棲息地、淡水塘的水質和維持基圍生態系統的完整性。

### 2013年
香港觀鳥大賽2013將會於國際濕地日──2013年2月2日舉行。

## 軼事
- 香港觀鳥會亦有舉辦中文同名的香港觀鳥大賽（HKBWS Bird Race）[1]。

## 相關參見
- 世界自然基金會香港分會